# 葛城古道
葛城古道（かつらぎこどう）は奈良県と大阪府の県境にそびえる金剛山と葛城山の東側山裾に沿って南北に続く奈良県内の古道。葛城の道ともよばれている。そのほとんどが御所市内を通る。
5世紀末ごろに、奈良盆地西部で勢力を振るっていた豪族の葛城氏の本拠地があったところで、日本を代表する古道の一つ。葛城氏は、金剛山地の東麓で葛城王朝を築いてこの地方を治めており、葛城氏が統治する以前は鴨氏の本拠地として栄えていた。起伏が多い道筋に沿って史跡や古寺社が点在し、高鴨神社、鴨都波神社、鴨山口神社など「鴨」の名を持つ神社と、葛城坐一言主神社、葛城水分神社、葛木坐火雷神社など「葛城」の名のつく神社が多い。全長およそ13km。稲作発祥の地とされている風の森を南端に、北へ高鴨神社、葛城氏の祖神を祀る高天彦神社、極楽寺、江戸時代に建てられた代官屋敷である中村家住宅、一言主神社、行基が開山した九品寺を経て、現在の近鉄御所駅付近まで続いている。「西の山辺の道」ともいわれており、現在の国道24号ができる前までは、この地域の幹線道路として重要な道路であった。

## 主な神社・寺院など
沿道にある、主な神社や寺院など
- 旧高野街道にある志那津彦神社
- 高鴨神社（「カモ」のつく神社の総社）、（天文12年（1543年）に建立された国の重要文化財）
- 高天彦神社（奈良時代の宝亀10年（779年）の記録に記されている）
- 橋本院（天平勝宝7歳（755年）に行基が創建、火災で焼失した後は鑑真和上が再興した）
- 極楽寺（奈良盆地や、畝傍山が見える）
- 中村家（慶長年間（1596年～1605年）の建築を記した古文書が残る民家）
- 葛城一言主神社
- 九品寺
- 番水の時計
- 六地蔵